# Szermierka na Letnich Igrzyskach Olimpijskich 1920 – szabla drużynowo mężczyzn
Szabla drużynowo mężczyzn była jedną z konkurencji szermierczych na Letnich Igrzyskach Olimpijskich 1920. Zawody odbyły się w 26 sierpnia. W zawodach wzięło udział osiem ekip.

## Wyniki
| Finał   | Finał             | Finał   | Finał     |
| Miejsce | Ekipa             | Wygrane | Przegrane |
| ------- | ----------------- | ------- | --------- |
|         | Włochy            | 7       | 0         |
|         | Francja           | 6       | 1         |
|         | Holandia          | 5       | 2         |
| 4       | Belgia            | 4       | 3         |
| 5       | Stany Zjednoczone | 3       | 4         |
| 6       | Dania             | 2       | 5         |
| 7       | Wielka Brytania   | 1       | 6         |
| 8       | Czechosłowacja    | 0       | 7         |

## Składy
| Belgia | Czechosłowacja | Dania | Francja                                                                                      |
| --- | --- | --- | -------------------------------------------------------------------------------------------- |
| Robert Hennet Pierre Calle Léon Tom Alexis Simonson Robert Feyerick Charles Delporte Harry Dombeeck                          | Josef Javůrek Otakar Švorčík František Dvořák Antonín Mikala Josef Jungmann                                                 | Ivan Osiier Poul Rasmussen Ejnar Levison Aage Berntsen Verner Bonde                                                | Georges Trombert Jean Margraff Marc Perrodon Henri de Saint Germain                          |
| Holandia | Stany Zjednoczone | Wielka Brytania | Włochy                                                                                       |
| Jan van der Wiel Arie de Jong Jetze Doorman Louis Delaunoij Willem van Blijenburgh Salomon Zeldenrust Henri Wijnoldy-Daniëls | Edwin Fullinwider Arthur Lyon Brooks Parker John Dimond Frederick Cunningham Claiborne Walker Bradford Fraley Roscoe Bowman | Alfred Ridley-Martin William Marsh William Hammond Cecil Kershaw Ronald Campbell Robin Dalglish Herbert Huntingdon | Nedo Nadi Aldo Nadi Oreste Puliti Baldo Baldi Francesco Gargano Giorgio Santelli Dino Urbani |